# Odens horn

En version av symbolen.

Odens horn är en symbol som har sitt ursprung i den fornnordiska mytologin. Symbolen består av tre dryckeshorn som korsar varandra. Symbolen har sitt ursprung i myten om när Oden dricker tre klunkar av magiskt mjöd i jakt på vishet. Inom semiotiken har denna symbol tolkats som en symbol för styrka och potens. Symbolen förekommer bland annat i spelserien Civilization som en symbol för den danska civilizationen.